# كوكال أسود الوجه
كوكال أسود الوجه (الاسم العلمي: Centropus melanops) (بالإنجليزية: Black-faced Coucal)‏ هو نوع من الطيور يتبع جنس الكوكال من فصيلة طيور الوقواق.